# Горняк-Спорт
«Горня́к-Спорт» (укр. «Гірник-Спорт») — украинский футбольный клуб из города Горишние Плавни Полтавской области. Играет во Второй лиге Украины.

## История

### Создание клуба
В 1987 году, при железнодорожном цехе ОАО «Полтавский ГОК», была создана футбольная команда «Локомотив», игравшая во второй группе областного первенства. В 1990 году произошла реорганизация футбольного клуба, на базе предыдущей команды, были созданы сразу две — «Горняк» и «Локомотив», которые возглавили соответственно, Игорь Литвиненко и Василий Уткин. Уже в следующем году железнодорожники стартовали в чемпионате УССР среди КФК, а «Горняк» стал выступать в первенстве Полтавской области. Но для небольшого городка, функционирование сразу двух клубов было не слишком целесообразно и вскоре было принято решение, объединить усилия для создания единой команды, способной выступать на профессиональном уровне. Перед стартом второго круга любительского чемпионата Украины 1992/93, клубы объединились под общим названием — «Горняк». Первая команда продолжила играть в любительском чемпионате страны, а «Горняк-2» принял участие в областном первенстве.

### Выступления во второй лиге (1995—2014)
В начале 1995 года в ФК «Горняк» произошли серьёзные изменения. Председателем клуба стал Пётр Каплун, а главным тренером — бывший игрок команды Анатолий Думанский. В сезоне 1995/96 коллектив, получивший к тому времени в названии приставку «спорт», стартовал на профессиональном уровне, приняв участие в первенстве второй лиги Украины. Первый матч команды среди профессиональных клубов, состоялся 6 августа 1995 года, в котором горняки со счётом 1:3 уступили команде «Дружба» (Бердянск). Дебютный, для клуба из Комсомольска гол во второй лиге, забил Виктор Усов. Свою первую победу в турнире «Горняк-Спорт» одержал лишь в 11 туре, переиграв на своём поле «Портовик» из Черноморска, после чего последовали ещё две победы со счётом 1:0 над «Днестровцем» и ФК «Виктор». В конечном итоге, дебютный сезон команда завершила на 16 месте среди 21 коллектива, сохранив за собой место среди профессиональных клубов.
В следующем первенстве «Горняк-Спорт» финишировал на 14 месте. В этом же сезоне горняки дебютировали в розыгрыше Кубка Украины, где в поединке 1/64 финала, состоявшегося 14 августа 1996 года, уступили 0:1 команде «Шахтёр-2». Спустя год, в первом раунде кубкового турнира 1997/98, комсомольцы встретились с «Борисфеном», который обыграли в серии послематчевых пенальти. Выйдя в 1/64 финала, «Горняк-Спорт», по сумме двух матчей не смог пройти новомосковский «Металлург», уступив сопернику на своём поле 0:1 и сыграв вничью 1:1 в гостях. В этом поединке, защитник горняков Владимир Хлань, забил первый кубковый гол в истории своей команды.
В сезонах 1997/98 и 1998/99 подопечные Анатолия Думанского дважды подряд занимали 4 строчку в турнирной таблицы группы «Б», этот результат многие годы оставался лучшим в истории клуба. Со второго круга сезона 2000/01, Думанского на тренерском мостике сменил Валерий Повстенко, оставивший свой пост через год. Возглавивший «Горняк-Спорт» Юрий Чумак, проработал с командой три с половиной года, но и ему особых успехов достичь не удалось. В дальнейшем менялись наставники, но коллектив стабильно находилась среди середняков второй лиги. Да и особых задач руководство клуба перед командой не ставило. В приоритете было воспитание молодых игроков и постепенное развитие инфраструктуры. Со временем у клуба появилась учебно-тренировочная база, был построен новый стадион, выстроена и налажена вертикаль подготовки юных футболистов.
В начале 2009 года, на должность главного тренера был приглашён Юрий Малыгин, который ставил команде агрессивную, остроатакующую игру, но при этом не всегда удавалось сохранять надёжность в оборонительных порядках. Сезон горняки завершили на 13 месте. Осеннюю часть первенства «Горняк-Спорт» завершил на 8 позиции. Промежуточный результат, руководством был расценён как неудачный и ко второму кругу коллектив уже готовил, возвратившийся на тренерский мостик, Сергей Мурадян, работавший до этого на должности спортивного директора клуба. Под его началом команда завершила чемпионат на 11 месте, а в двух последующих сезонах финишировала девятой.
Зимой 2013 года главным тренером становится Игорь Жабченко. С его приходом начался новый этап в истории команды. За короткое время новому наставнику удалось создать хороший, боеспособный коллектив. Чемпионат «Горняк-Спорт» завершил на 3 месте в своей подгруппе. Сезон 2013/14, ставший для команды уже девятнадцатым во второй лиге, начался с победы над «Реал Фармой», но затем последовали два поражения с одинаковым счётом 1:2, от горностаевского «Мира» и черкасского «Славутича». Последующие поединки клуб из Комсомольска провёл без спадов, демонстрируя стабильную игру, завершив первый круг на 2 месте. Весеннюю часть чемпионата, подопечные Жабченко провели ещё более уверенно, за три тура до окончания турнира, досрочно завоевав путёвку в первую лигу и в итоге став победителями первенства.

### Первая лига 2014 — н.в.
Свой дебютный матч в первой лиге «Горняк-Спорт» провёл 26 июня 2014 года, одержав победу со счётом 1:0 в выездном поединке против «Полтавы», а первый для клуба гол, во втором украинском дивизионе, записал на свой счёт Александр Андриевский. В целом, первую часть сезона новички турнира, провели довольно успешно, уйдя на зимний перерыв находясь на 3 месте в турнирной таблице.
В 2017 году клуб сменил эмблему, так как старая не только выглядела устарело, но и носила на себе старое название города — Комсомольск. Автором нового логотипа горишнеплавненского клуба стал известный украинский дизайнер Дмитрий Штрайс.

## История названий
- 1987—1992 —  «Локомотив»
- 1992—1994 —  «Горняк»
- 1994 — настоящее время —  «Горняк-Спорт»

## Выступления в чемпионате и Кубке
| Сезон   | Лига   | Поз | И  | В  | Н  | П  | З  | П  | О  | Кубок             |
| ------- | ------ | --- | -- | -- | -- | -- | -- | -- | -- | ----------------- |
| 1995/96 | 2 «Б»  | 16  | 38 | 10 | 8  | 20 | 33 | 71 | 38 | -                 |
| 1996/97 | 2 «Б»  | 14  | 32 | 10 | 6  | 16 | 20 | 32 | 36 | 1/128             |
| 1997/98 | 2 «Б»  | 4   | 32 | 12 | 11 | 9  | 39 | 35 | 47 | 1/64              |
| 1998/99 | 2 «Б»  | 4   | 26 | 13 | 6  | 7  | 36 | 31 | 41 | 1/128             |
| 1999/00 | 2 «Б»  | 7   | 26 | 10 | 5  | 11 | 33 | 41 | 35 | 1/4 Кубок 2 лиги  |
| 2000/01 | 2 «Б»  | 10  | 28 | 9  | 4  | 15 | 26 | 45 | 31 | 1/32 Кубок 2 лиги |
| 2001/02 | 2 «Б»  | 17  | 34 | 6  | 6  | 22 | 32 | 60 | 24 | 1 раунд           |
| 2002/03 | 2 «Б»  | 15  | 30 | 7  | 6  | 17 | 27 | 48 | 27 | 1/32              |
| 2003/04 | 2 «Б»  | 14  | 30 | 10 | 5  | 15 | 40 | 40 | 35 | 1/32              |
| 2004/05 | 2 «В»  | 9   | 28 | 10 | 0  | 18 | 35 | 49 | 30 | 1/32              |
| 2005/06 | 2 «В»  | 8   | 24 | 10 | 4  | 10 | 30 | 31 | 34 | 1/16              |
| 2006/07 | 2 «Б»  | 15  | 28 | 5  | 2  | 21 | 23 | 48 | 17 | 1/32              |
| 2007/08 | 2 «Б»  | 15  | 34 | 9  | 7  | 18 | 38 | 59 | 34 | 1/32              |
| 2008/09 | 2 «Б»  | 13  | 34 | 9  | 8  | 17 | 28 | 45 | 35 | 1/64              |
| 2009/10 | 2 «Б»  | 11  | 26 | 5  | 7  | 14 | 21 | 35 | 22 | 1-й предв         |
| 2010/11 | 2 «Б»  | 9   | 22 | 6  | 4  | 12 | 17 | 29 | 22 | 1/16              |
| 2011/12 | 2 «Б»  | 9   | 26 | 6  | 8  | 12 | 28 | 39 | 26 | 1-й предв         |
| 2012/13 | 2 гр Б | 3   | 32 | 10 | 4  | 18 | 39 | 57 | 34 | 1/16              |
| 2013/14 | 2      |     | 36 | 25 | 4  | 7  | 68 | 31 | 79 | 2-й предв         |
| 2014/15 | 1      |     | 30 | 16 | 9  | 8  | 44 | 54 | 57 | предв             |
| 2015/16 | 1      | 12  | 30 | 8  | 9  | 13 | 30 | 35 | 33 | 1/16              |
| 2016/17 | 1      | 11  | 34 | 12 | 7  | 15 | 47 | 54 | 43 | 2-й предв         |
| 2017/18 | 1      | 8   | 34 | 16 | 2  | 16 | 30 | 40 | 50 | 1/16              |
| 2018/19 | 1      | 12  | 28 | 5  | 12 | 11 | 24 | 43 | 27 | 2-й предв         |

## Достижения
- Бронзовый призёр Первой лиги Украины: 2014/15
- Победитель Второй лиги Украины: 2013/14
- Финалист Кубка Лиги: 2009/10

## Тренерский штаб
- Главный тренер: Валерий Куценко
- Тренер: Виталий Кобзарь
- Тренер вратарей: Дмитрий Стойко

## Текущий состав
| 12 | Флаг Украины | Вр  | Станислав Козлов | 2006 |  |  |  |  |  |
| 23 | Флаг Украины | Вр  | Павел Лазаренко  | 2003 |  |  |  |  |  |
| 35 | Флаг Украины | Вр  | Богдан Шухман    | 2000 |  |  |  |  |  |
| 95 | Флаг Украины | Вр  | Кирилл Лавута    | 2002 |  |  |  |  |  |
|    |              |     |                  |      |  |  |  |  |  |
| 4  | Флаг Украины | Защ | Денис Козловский | 2004 |  |  |  |  |  |
| 6  | Флаг Украины | Защ | Максим Подейко   | 1996 |  |  |  |  |  |
| 15 | Флаг Украины | Защ | Денис Черныш     | 1999 |  |  |  |  |  |
| 20 | Флаг Украины | Защ | Илья Юрченко     | 2000 |  |  |  |  |  |
| 22 | Флаг Украины | Защ | Николай Вороп    | 2004 |  |  |  |  |  |
| 77 | Флаг Украины | Защ | Максим Шептицкий | 2003 |  |  |  |  |  |
| 94 | Флаг Украины | Защ | Евгений Мороз () | 1994 |  |  |  |  |  |
|    |              |     |                  |      |  |  |  |  |  |
| 5  | Флаг Украины | ПЗ  | Максим Тяпкин    | 2001 |  |  |  |  |  |
| 8  | Флаг Украины | ПЗ  | Никита Дудка     | 2000 |  |  |  |  |  |

| 10 | Флаг Украины | ПЗ  | Вадим Страшкевич    | 1994 |  |  |  |  |  |
| 11 | Флаг Украины | ПЗ  | Даниил Дмитриев     | 2002 |  |  |  |  |  |
| 13 | Флаг Украины | ПЗ  | Сергей Мисержи      | 2000 |  |  |  |  |  |
| 14 | Флаг Нигерии | ПЗ  | Принс Чибуэзе       | 2002 |  |  |  |  |  |
| 16 | Флаг Нигерии | ПЗ  | Инносент Одог       | 2002 |  |  |  |  |  |
| 17 | Флаг Украины | ПЗ  | Александр Подрезан  | 2004 |  |  |  |  |  |
| 21 | Флаг Украины | ПЗ  | Артём Онищенко      | 2003 |  |  |  |  |  |
| 25 | Флаг Украины | ПЗ  | Сергей Катеринка    | 2002 |  |  |  |  |  |
| 30 | Флаг Нигерии | ПЗ  | Экемини Эффионг     | 2003 |  |  |  |  |  |
| 32 | Флаг Украины | ПЗ  | Ярослав Сорочан     | 2006 |  |  |  |  |  |
| 66 | Флаг Нигерии | ПЗ  | Ннабуиге Чуквуэмека | 2002 |  |  |  |  |  |
|    |              |     |                     |      |  |  |  |  |  |
| 19 | Флаг Украины | Нап | Вячеслав Студенко   | 1999 |  |  |  |  |  |

## Главные тренеры
- Анатолий Думанский — (1995—2000)
- Валерий Повстенко — (2001)
- Юрий Чумак — (2002 — сентябрь 2004)
- Юрий Бойко — (октябрь — декабрь 2004)
- Сергей Мурадян — (2005 — июнь 2006)
- Сергей Лисицкий — (июль 2006 — май 2007)
- Олег Ратий — (июнь 2007 — июнь 2008)
- Александр Щербаков — (июль 2008)
- Юрий Сак — (август — декабрь 2008)
- Юрий Малыгин — (2009)
- Сергей Мурадян — (2010 — август 2012)
- Ярослав Бобыляк — (сентябрь — ноябрь 2012)
- Владислав Боженко (и. о.) — (ноябрь — декабрь 2012)
- Игорь Жабченко — (2013—2016)
- Сергей Пучков — (2016—2018)
- Владимир Мазяр — (2019)
- Игорь Жабченко — (2019—2022)
- Сергей Дирявка — (2023)
- Валерий Куценко — (2023—н. в.)